# Religião na China
Religiões na China (2010)
A China segue oficialmente o ateísmo de Estado. Muitos cidadãos chineses, incluindo membros do Partido Comunista da China (PCC), praticam algum tipo de religião popular chinesa. A civilização chinesa é historicamente o berço e anfitrião de uma variedade das mais duradouras tradições religioso-filosóficas do mundo. O confucionismo e o taoismo, mais tarde unidos pelo budismo, constituem os "três ensinamentos" que moldaram a cultura chinesa. Não existem barreiras claras entre estes sistemas religiosos interligados, que não pretendem ser exclusivos, e elementos de cada religião popular ou folclórica enriquecedora. Os imperadores da China reivindicaram o Mandato do Céu e participaram nas práticas religiosas chinesas. No início do século XX, funcionários e intelectuais reformistas atacaram todas as religiões como "supersticiosas", e desde 1949, a China é governada pelo PCC, uma instituição ateísta que proíbe os membros do partido de praticarem a religião durante o seu mandato. No culminar de uma série de campanhas ateístas e antirreligiosas já em curso desde o final do século XIX, a Revolução Cultural contra velhos hábitos, ideias, costumes e cultura, que durou de 1966 a 1976, destruiu-os ou forçou-os à clandestinidade.:138 Sob os líderes subsequentes, as organizações religiosas foram dotadas de maior autonomia. O governo reconhece formalmente cinco religiões: budismo, taoísmo, catolicismo, protestantismo, e islamismo. No início do século XXI, há reconhecimento oficial crescente do confucionismo e da religião popular chinesa como parte da herança cultural da China.
A religião popular ou popular, o sistema de crenças e práticas mais difundido, evoluiu e adaptou-se pelo menos desde as dinastias Shang e Zhou, no segundo milénio a.C. Os elementos fundamentais de uma teologia e explicação espiritual da natureza do universo remontam a este período e foram mais elaborados na Era Axial. A religião chinesa envolve a fidelidade ao Shang, frequentemente traduzida como "espírito", definindo uma variedade de deuses e imortais. Estes podem ser divindades do ambiente natural ou princípios ancestrais de grupos humanos, conceitos de civilidade, heróis culturais, muitos dos quais figuram na mitologia chinesa e na história. A filosofia e a prática religiosa de Confúcio começaram a sua longa evolução durante a posterior Zhou; religiões institucionalizadas taoistas desenvolvidas pela Dinastia Han; o budismo chinês tornou-se amplamente popular pela dinastia Tang, e em resposta, os pensadores confucionistas desenvolveram filosofias neoconfucionistas; e os movimentos populares de salvação e cultos locais prosperaram.
O cristianismo e o islamismo chegaram à China no século VII. O cristianismo não criou raízes até ter sido reintroduzido no século XVI pelos missionários jesuítas. No início do século XX, as comunidades cristãs cresceram, mas após 1949, os missionários estrangeiros foram expulsos, e as igrejas foram colocadas sob instituições controladas pelo governo. Após os finais dos anos 70, as liberdades religiosas dos cristãos melhoraram e surgiram novos grupos chineses.:508, 532 O Islão tem sido praticado na sociedade chinesa desde há 1400 anos. Atualmente, os muçulmanos são um grupo minoritário na China, representando entre 0,45% a 1,8% da população total, segundo as últimas estimativas. Embora os muçulmanos hui sejam o grupo mais numeroso, a maior concentração de muçulmanos encontra-se em Xinjiang, com uma significativa população uigur. A China é também frequentemente considerada o lar do humanismo e do secularismo, ideologias mundanas que começam no tempo de Confúcio.
Como muitos chineses han não consideram as suas crenças e práticas espirituais como uma "religião" e não sentem que devem praticar nenhuma delas exclusivamente, é difícil reunir estatísticas claras e fiáveis. Segundo a opinião académica, "a grande maioria da população da China de 1,4 mil milhões" participa na religião cosmológica chinesa, nos seus rituais e festivais do calendário lunar, sem pertencer a qualquer ensinamento institucional. Estudos nacionais realizados no início do século XXI estimam que cerca de 80% da população da China, mais de mil milhões de pessoas, pratica algum tipo de religião popular chinesa; 13–16% são budistas; 10% são taoistas; 2,53% são cristãos; e 0,83% são muçulmanos. Os movimentos populares religiosos de salvação constituem entre 2–3% a 13% da população, enquanto muitos na classe intelectual aderem ao confucionismo como uma identidade religiosa. Além disso, grupos étnicos minoritários praticam religiões distintas, incluindo o budismo tibetano, e o islamismo entre os povos Hui e Uigur.